# Stepnica (gemeente)
De gemeente Stepnica is een gemeente in Polen. Aangrenzende gemeenten:
- Świnoujście (stadsdistrict)
- Goleniów en Przybiernów (powiat Goleniowski)
- Międzyzdroje¹ en Wolin (powiat Kamieński)
- Nowe Warpno¹ en Police (powiat Policki)

De zetel van de gemeente is in het dorp Stepnica.
De gemeente beslaat 18,2% van de totale oppervlakte van de powiat.

## Demografie
Stand op 30 juni 2004:
| Omschrijving                   | Totaal | Totaal | Vrouwen | Vrouwen | Mannen | Mannen |
| ------------------------------ | ------ | ------ | ------- | ------- | ------ | ------ |
| eenheid                        | aantal | %      | aantal  | %       | aantal | %      |
| inwoners                       | 4684   | 100    | 2318    | 49,5    | 2366   | 50,5   |
| bevolkingsdichtheid (inw./km²) | 15,9   | 15,9   | 7,9     | 7,9     | 8      | 8      |

De gemeente heeft 6,0% van het aantal inwoners van de powiat. In 2002 bedroeg het gemiddelde inkomen per inwoner 1434,75 zł.

## Plaatsen
- Stepnica (Duits Groß Stepenitz, dorp)

Administratieve plaatsen (sołectwo) van de gemeente Stepnica:
- Bogusławie, Budzień, Czarnocin, Gąsierzyno, Jarszewko, Kopice, Łąka, Miłowo, Piaski Małe, Stepniczka, Widzieńsko, Zielonczyn, Żarnowo en Żarnówko.

Zonder de status sołectwo : Borowice, Czerwonak, Krokorzyce, Racimierz, Rogów.